# 千早赤阪村立中学校
千早赤阪村立中学校（ちはやあかさかそんりつちゅうがっこう）は、大阪府南河内郡千早赤阪村にある公立中学校。
千早赤阪村唯一の中学校であり、「中学校」の前に名前は付いていない。前身の千早中学校・赤阪中学校を合併して、1958年に設置された。なお、かつて近隣には大阪府立富田林高等学校千早赤阪分校があった。

## 沿革
現在の千早赤阪村の地域は1947年の学制改革当時、千早村と赤阪村の2村に分かれていた。新制中学校として、1947年に千早村立中学校と赤阪村立中学校の2校がそれぞれの村に設置された。
両村は1956年に合併して千早赤阪村となった。それに伴い、従来の千早村立中学校は千早赤阪村立千早中学校へ、赤阪村立中学校は千早赤阪村立赤阪中学校にそれぞれ改称した。
千早中学校・赤阪中学校は1958年に統合することになり、1958年9月1日付で千早赤阪村立中学校が開校した。

### 年表
- 1947年 - 千早村立中学校・赤阪村立中学校をそれぞれ設置。
- 1956年 - 村合併により、千早赤阪村立千早中学校・千早赤阪村立赤阪中学校にそれぞれ改称。
- 1958年9月1日 - 千早中学校・赤阪中学校の両校を統合、千早赤阪村立中学校が発足。
- 1993年8月25日 - パソコン教室設置
- 2000年12月27日 - カウンセリングルーム設置

## 通学区域
- 千早赤阪村全域（校区内小学校：千早赤阪村立赤阪小学校・千早赤阪村立千早小吹台小学校）。

## 交通
- 近鉄長野線　富田林駅から4市町村コミバス千早線「千早赤阪中学校前」バス停下車すぐ。